# Szkoła wywiadowczo-dywersyjna w rejonie Krakowa
Szkoła wywiadowczo-dywersyjna Abwehry w rejonie Krakowa – niemiecki ośrodek wywiadowczy Abwehry podczas II wojny światowej
Została utworzona w 1940 r. przy Abwehrstelle „Krakau”. Szkolono w niej agentów wywiadowców i dywersantów mających działać na tyłach Armii Czerwonej. Na czele ośrodka stał por. Arendt, kpt. Wolf i por. Eggers. Kursanci byli werbowani spośród Ukraińców mieszkających na ziemiach polskich, którzy należeli do Organizacji Ukraińskich Nacjonalistów (OUN). Szkoła mieściła się w 4 obozach rozmieszczonych w Krynicy-Zdroju, Dukli, Kamienicy i Barwinku. Były one zakonspirowane jako obozy służby pracy. W związku z tym część kursantów była posyłana na roboty polowe do okolicznych wsi. W każdym obozie jednorazowo było szkolonych od 100 do 300 osób. Po ukończeniu szkolenia część agentów prowadziła działalność kontrwywiadowczą. Inni ochraniali fabryki i zakłady przemysłowe na terytorium Generalnego Gubernatorstwa w ramach Werkschutzu. Czasami uczestniczyli w akcjach bojowych przeciw polskiej partyzantce. Po ataku wojsk niemieckich na ZSRR 22 czerwca 1941 r., do szkoły przyjmowano też Ukraińców z sowieckiej Ukrainy. Mieli oni przechodzić w Niemczech dodatkowe 4-tygodniowe szkolenie prowadzone przez instruktorów z oddziału wywiadowczego Brandenburg. Na drugą linię frontu byli przerzucani poprzez specjalne punkty na granicach Węgier i Słowacji. Krótko po wybuchu wojny z ZSRR szkoła została jednak rozwiązana. Większość kursantów trafiła do oddziału Brandenburg, resztę skierowano do frontowych abwehrkomand i abwehrgrup